# Darfur Now
Darfur Now ist ein Dokumentarfilm des Regisseurs Ted Braun, der über den Konflikt und die Menschenrechtsverletzungen im Süden Darfurs aus der Sicht von sechs verschiedenen Personen berichtet. Der Film versteht sich als ein Aufruf, die Krise in Darfur beenden zu helfen.

## Veröffentlichung
Darfur Now lief bei dem Toronto International Film Festival 2007. Kinostart in den USA war am 2. November 2007. In Deutschland erschien der Film am 22. August 2008 auf DVD.